# Azay-sur-Thouet

Azay-sur-Thouet este o comună în departamentul Deux-Sèvres, Franța. În 2009 avea o populație de 1,085 de locuitori.